# Tim Jennings
Pour les articles homonymes, voir Jennings.
(en) Statistiques sur pro-football-reference
Tim Jennings, né le 24 décembre 1983 à Orangeburg, est un joueur américain de football américain. Il joue cornerback pour les Bears de Chicago en National Football League (NFL) depuis 2010 après avoir joué pour les Colts d'Indianapolis (2006–2009).